# 杨发勋
杨发勋（1928年—），山东海阳人，中国人民解放军将领、中国人民解放军中将。
1990年，授予中国人民解放军中将，曾任后勤学院院长。